# Robert Wilson (ator)
Robert Wilson foi um ator dos Estados Unidos. Notabilizou-se no papel de Jesus Cristo em vários filmes patrocinados pela Igreja Católica na década de 1950.

## Filmografia
- Day of Triumph (1954) .... Jesus[1]
- Family Theatre .... Jesus
- I Beheld His Glory (1953) .... Jesus[2]
- The Living Christ Series (1951) .... Jesus